# Liste des seigneurs d'Avesnes

armoiries des seigneurs d'Avesnes : bandé d'or et de gueules

 (janvier 2025).
 (octobre 2019).
Si vous disposez d'ouvrages ou d'articles de référence ou si vous connaissez des sites web de qualité traitant du thème abordé ici, merci de compléter l'article en donnant les références utiles à sa vérifiabilité et en les liant à la section « Notes et références ».

## Maison d'Avesnes
- Wédric le Sor ou le Roux, premier seigneur d'Avesnes[1],[2].
- Wédric II le Barbu (mort en 1076), seigneur d'Avesnes, de Condé, de Leuze et de Landrecies. Marié à une fille de Rasse de Chièvres, peut-être Jehanne.
- Thierry Ier d'Avesnes (mort en 1106), seigneur d'Avesnes, de Condé, de Leuze et de Landrecies, fils de Wédric II et frère de Gérard et Muzon d'Avesnes, morts croisés en Palestine. Marié sans postérité à Ade de Roucy. Oncle maternel de Gossuin Ier et Fastré II qui suivent ci-dessous.

## Maison d'Oisy
- Gossuin Ier le Borgne, (mort entre 1120 et 1127), seigneur d'Avesnes, de Condé, de Leuze et de Landrecies. Fils de Fastré Ier d'Oisy (des châtelains de Cambrai et de Douai), avoué de Tournai, et d'Ide/Ada/Ade d'Avesnes, fille de Wédric II et sœur de Thierry ci-dessus. Il se marie avec Agnès fille d'Anselme II de Ribemont. Il a pour frères Fastré II (vers 1075-vers 1111 ; époux de Richilde/Mathilde ; châtelain et avoué de Tournai), et les croisés Gérard et Lambert. 
  - L'oncle paternel de Gossuin Ier et Fastré II, donc un des frères de Fastré Ier d'Oisy, est Hugues II d'Oisy (vers 1075-1139) [Fastré Ier et Hugues II étaient deux fils d'Hugues Ier d'Oisy, mort en 1110 ;  plus tard, la vicomté de Meaux vint aux d'Oisy par le mariage vers 1140-1145 du fils d'Hugues II, Simon d'Oisy ci-dessous, avec Ade de La Ferté-sous-Jouarre, fille de Geoffroi/Godefroy de La Ferté, dite « de Vermandois » par sa mère la capétienne Constance, dame de La Ferté-Ancoul alias La Ferté-sous-Jouarre et vicomtesse de Meaux ; la vicomté de Meaux était sans doute associée à des fiefs en Brie, Multien, Orxois : La Ferté-sous-Jouarre, Gandelu, Tresmes… qu'on retrouvera aux mains des Montmirail/Montmirel ci-dessous ; le comté de Meaux relevait à l'origine des Vermandois, ancêtres maternels des comtes de Champagne, des comtes de Blois et des Capétiens].
  - Hugues II continue les sires d'Oisy, aussi seigneurs de Crèvecœur-en-Cambrésis (et de Bellonne ?) et châtelains de Cambrai. Il est le père de Simon d'Oisy (1115-1171 ; x Ade de La Ferté-sous-Jouarre alias de Vermandois, vicomtesse de Meaux), lui-même père d'Hugues III (1145-1189 ; sans postérité) et d'Hildiarde d'Oisy, morte en 1177, qui transmet les droits sur Oisy, Crèvecœur, la châtellenie de Cambrai, La Ferté-sous-Jouarre (-Ancoul), la vicomté de Meaux, à son mari André de Montmirel, sire de La Ferté-Gaucher et Condé-en-Brie (et Bellot ?) : parents du connétable et bienheureux Jean de Montmirel (1165-1217), beau-père d'Enguerrand III de Coucy par sa fille Marie de Montmirail…
- Gossuin II, (mort vers 1127 prédécédé), seigneur d'Avesnes, de Condé, de Leuze et de Landrecies, (1120-1127). Fils du précédent, sans postérité.
- Gauthier Ier Pulechel, Pulkel, le Beau (vers 1110-1147), avoué de Tournai, et par sa femme Vicomte/châtelain de Tournai, seigneur d'Avesnes, de Condé, de Leuze et de Landrecies. Cousin germain du précédent, et fils de Fastré II. Il épouse Ide van Peteghem de Mortagne (des vicomtes/châtelains/burgraves de Tournai ; fille d'Evrard Radoul).
- Nicolas le Beau, (vers 1129-vers 1171), fils du précédent, seigneur d'Avesnes, de Condé, de Leuze et de Landrecies, (1147-1171). Vers 1150 il épouse Mahaut de La Roche-Namur, fille d'Henri Ier de Namur comte de La Roche, et de Mathilde de Limbourg. Il est le frère d'Evrard, évêque de Tournai en 1173-1190.
- Jacques Ier (vers 1150-1191 croisé en Palestine), fils du précédent, seigneur d'Avesnes, de Condé, de Leuze et de Landrecies, (1171-1191). En 1180 il épouse Adèle/Adeline dame de Guise (vers 1159-1185), fille de Bouchard seigneur de Guise. Il est le frère d'Ida d'Avesnes, femme d'Enguerrand de St-Pol puis de Guillaume IV de St-Omer.
- Gautier II d'Avesnes (vers 1172-1182 - 1246), fils du précédent, seigneur d'Avesnes, de Condé, de Leuze, de Landrecies, de Guise et de Trélon, (1191-1246). En 1204 il se marie avec Marguerite comtesse de Blois, puis leur fille Marie d'Avesnes comtesse de Blois (morte en 1241) épouse Hugues de Châtillon, comte de Saint-Pol : d'où la succession d'Avesnes-sur-Helpe, Condé-sur-l'Escaut, Guise, Leuze, Trélon, Landrecies… et des comtés de Blois et de St-Pol dans les Maisons de Châtillon (puis de Luxembourg pour le comté de St-Pol ; Henri IV en descend par son arrière-grand-mère Marie de Luxembourg, qui était aussi issue de la branche aînée venue d'Hugues II d'Oisy puisque sa grand-mère paternelle était Jeanne de Bar, arrière-petite-fille d'Enguerrand VII de Coucy, lui-même arrière-arrière-arrière-petit-fils d'Enguerrand III et Marie de Montmirel ci-dessus).
- Bouchard d'Avesnes (1182-1244), fils cadet de Jacques et frère de Gautier II, (seigneur d'Avesnes, de Condé, de Leuze, de Landrecies, de Guise et de Trélon ? ; ou alors comme co-seigneur ?), il épouse Marguerite (vers 1202-1280) fille de Baudouin Ier empereur latin de Constantinople, comtesse de Flandre et de Hainaut, dame de Beaumont, d'où la suite des comtes de Hainaut (Henri IV en descend plusieurs fois). Gautier II et Bouchard avaient pour frère et sœurs : - Ade d'Avesnes, femme de Henri III comte de Grandpré, puis de Raoul III-Ier le Bon de Nesle comte de Soissons (Postérité des deux unions) ; - Mathilde, femme de Nicolas IV de Rumigny, puis de Louis IV comte de Chiny (Postérité des deux unions ; Henri IV descend des Rumigny par les Lorraine) ; - Jacques de Landrecies ; - Ida, épouse d'Engelbert IV d'Enghien (Postérité ; Marie de Luxembourg et donc Henri IV en descendent).

## Maison de Châtillon-Saint-Pol-Blois
- Jean de Châtillon-Blois-Chartres (mort en 1279 ou 1280), fils d'Hugues de Châtillon et Marie d'Avesnes, père de la comtesse Jeanne de Blois (morte en 1292), hérite de la seigneurie d'Avesnes ; mais l'extinction rapide de cette branche fait passer Avesnes aux descendants du frère cadet de Jean, Guy de St-Pol (mort en 1289) : son fils Hugues de Châtillon-Blois (mort en 1307 ; son frère puîné Guy continue les comtes de St-Pol), père du comte Guy de Blois (mort en 1342), dont hérite son fils Louis de Blois.
- les Châtillon-Blois-Penthièvre : Jean Ier de Châtillon (mort en 1404), fils des ducs Charles et Jeanne de Bretagne, comte de Penthièvre, est suivi par son dernier fils Guillaume, vicomte de Limoges (mort en 1455), père de Françoise de Châtillon-Limoges comtesse de Périgord (morte en 1481), qui épouse en 1470 Alain d’Albret le Grand (mort en 1522). Alain dut en 1477 mettre le siège devant sa propre ville d'Avesnes pour le compte du roi Louis XI en guerre contre les Bourguignons ; Louis XI ravagea le Hainaut et procéda au sac d'Avesnes (Avesnes relevait du comté de Hainaut, donc des États bourguignons).

## Maisons d'Albret, Maison de Croÿ-Chimay, d'Arenberg-Chimay, de Hénin-Liétard-Chimay
- La fille cadette d'Alain et Françoise de Châtillon, Louise d'Albret dame d'Avesnes et Landrecies (morte en 1535), reconstruit Avesnes ravagée par la guerre, érige l'église en collégiale, restaure les défenses, et se marie en 1495 avec Charles de Croÿ, 1er prince de Chimay (mort en 1527).
- leur fille Anne de Croÿ (1501-1539) épouse son lointain cousin Philippe de Croÿ duc d'Arschot et prince de Chimay (1596-1549) : parents de Charles II (1522-1551) et Philippe III de Croÿ (1526-1595), deux ducs d'Arschot et princes de Chimay
- Le 22 juin 1556, Philippe III de Croÿ d'Arschot cède Avesnes au roi d'Espagne Philippe II, comte de Flandre et de Hainaut. Mais ses descendants vont retrouver Avesnes : son fils Charles III de Croÿ d'Arschot (1560-1612), puis le neveu de ce dernier, Alexandre de Ligne d'Arenberg prince de Chimay (1590-1629 ; fils d'Anne de Croÿ d'Arschot (1564-1635) et de Charles de Ligne prince d'Arenberg), enfin les princes de Chimay issus d'Alexandre de Ligne d'Arenberg, jusqu'à Charles-Louis-Antoine de Boussu d'Alsace de Hénin-Liétard (1674-1740).

## Maison d'Orléans
- En 1706, la terre d'Avesnes est acquise, à l'issue d'un long imbroglio judiciaire, et comme créancier privilégié, par Philippe d'Orléans, futur régent de France (par ailleurs arrière-petit-fils d'Henri IV, lui-même arrière-arrière-petit-fils, par sa mère Jeanne d'Albret, d'Alain d'Albret et Françoise de Châtillon ci-dessus). Ses descendants les ducs d'Orléans l'eurent jusqu'à Philippe-Égalité.